# Херта Аніташ
Херта Аніташ (18 серпня 1962) — румунська академічна веслувальниця.
Срібна призерка Олімпійських Ігор 1988 року в складі вісімки, бронзова призерка 1988 року в складі розпашної четвірки зі стерновою.
Бронзова призерка Чемпіонату світу 1986 року в складі вісімки.